# 民主同盟軍
民主同盟軍（Allied Democratic Forces，簡稱ADF）是一個反對烏干達政府的叛亂團體，被認定為恐怖組織。該團體發源於烏干達西部，現時主要藏匿於刚果民主共和国（民主剛果）東部鄰近烏干達邊境地區。
從1990年代後期起，民主同盟軍在民主剛果毗鄰烏干達的北基伍省進行活動。雖然針對民主同盟軍的軍事行動多番重創該組織，不過它在每次受創後又再重新壯大起來。

## 成立
民主同盟軍由流亡剛果的烏干達穆斯林於1995年建立，謀求推翻烏干達政府。
民主同盟軍的首領是姆庫魯（Jamil Mukulu）。姆庫魯原是一名基督新教徒，後來改信伊斯蘭教，而且與伊斯蘭國關係密切。與烏干達政府不和的苏丹共和国向民主同盟軍提供援助。

## 叛亂活動
聯合國安理會指責民主同盟軍招募和使用童兵。
姆庫魯於2011年被聯合國列入制裁名單，民主同盟軍也於2014年被列入制裁名單，當時估計該組織有1,200名至1,400名戰士。
2015年4月，姆庫魯在坦桑尼亞被捕。他於2015年7月被引渡到烏干達。
在2014年10月至2016年8月期間，民主同盟軍在民主剛果東部城市貝尼一帶殺害超過500名平民。
2016年8月13日，民主剛果貝尼市郊的一條村遭到疑似是民主同盟軍的武裝分子襲擊，至少45名平民被殺。
聯合國的一項調查指民主同盟軍在2019年1月1日至2020年6月30日期間在民主剛果北基伍省和伊图里省累計殺害1,066名平民。
2023年6月16日，民主同盟军袭击了母蓬德的一所中学，造成至少40人死亡。

## 外部介入
民主剛果政府宣稱來自索馬里的青年党戰士與民主同盟軍合作。

## 外部連結
- "Uganda army says troops kill 38 rebel fighters Archive.today的存檔，存档日期2013-02-01", Reuters, Mar 28, 2007
- GlobalSecurity.org （页面存档备份，存于）
- UGANDA: IRIN Special Report on the ADF rebellion （页面存档备份，存于） IRIN, 8 December 1999
- IDP numbers by the Global IDP Database[永久]
- Opportunities and Constraints for the Disarmament and Repatriation of Foreign Armed Groups in the Democratic Republic of Congo （页面存档备份，存于） (with link to report, PowerPoint and video of presentation by Hans Romkema and Steve Bradley) Woodrow Wilson International Center for Scholars, September 2007, in particular p.12